# Ferdinand Moschenross
Ferdinand Moschenross (Haguenau, 1929-2008) fou un polític nacionalista alsacià. Treballà com a llibreter. Implicat des dels anys 1960 en el moviment alsacià, fou un dels fundadors del MRAL, amb el que fou candidat a les eleccions cantonals de 1970 al cantó d'Estrasburg-4, a les que es va enfrontar amb Pierre Pflimlin i va obtenir el 13,86%. A les eleccions cantonals de setembre de 1973 fou novament cantidat del MRAL al cantó d'Estrasburg-7 (Neudorf) contra André Bord i hi ontingué el 13,38% 
El 1975 ingressaria al Front Autonomiste de Liberation, però el 1977 l'abandonà per a fundar l'Elsass-Lothringischer Volksbund (ELV). El 1981 funda l'Elsasser Partei, afiliat a l'Aliança Lliure Europea i que presentà dos candidats a les cantonals de 1982 Robert Joachim al cantó de Haguenau (13% dels vots) i ell mateix al cantó d'Estrasburg-4 (3,01%) 
En els darrers anys havia estat representant alsacià a la Unió Federal de Nacionalitats Europees (FUEN-FUEV) i havia donat suport les campanyes de Mohammed Latrèche, cap del Partit dels Musulmans de França, a favor del poble palestí i contra la guerra de l'Iraq.